# Петерсон, Таливалдис Янович
Таливалдис Янович Петерсон (латыш. Tālivaldis Pētersons; 22 января 1923 — 12 марта 2016) — советский и латвийский баскетболист, баскетбольный тренер, спортивный функционер. Выступал за команды «Zolitūde», RFK, «Auseklis», «Dinamo». Участник Великой Отечественной войны.

## Биография
Призван в РККА 31.08.1944 Елгавским УВК, Латвийская ССР, Елгавский уезд. Воинское звание старшина; рядовой. Сначала попал на военно-пересыльный пункт 204 фзсп, затем с  04.04.1945 служил в воинской части 17 олзб.
С 1953 по 1954 год играл в Нижнем Тагиле. По возвращении в Латвию работал тренером. В 1964 году баскетбольная команда «Локомотив» под руководством Петерсона завоевала титул чемпиона Латвии. Также его команда дублеров VEF два раза завоевала бронзовые медали в чемпионате СССР высшей лиги дублеров.

## Память
Именем Петерсона названа ежегодная награда, которая вручается за большой вклад в латвийский баскетбол.

## Награды
Медаль «За боевые заслуги» (30.12.1956).